# Condair Group
Die Condair Group AG ist ein Schweizer Hersteller für gewerbliche und industrielle Luftbefeuchtungsgeräte und -anlagen. Condair betreibt Logistik- und Produktionsstandorte in Europa, Nordamerika und China. Das Stammhaus mit Verwaltung, Forschung & Entwicklung ist in Pfäffikon/Freienbach SZ angesiedelt.

## Geschichte
1948 legt die Eigenentwicklung von Rotationszerstäubern für die Desinfektion von Viehställen unter dem Markennamen Defensor den Grundstein für die spätere Condair Gruppe. Durch die Entwicklung von Elektroden-Dampfluftbefeuchtern steigt Condair 1958 in den Markt der Gebäudeklimatisierung (HLK-Markt / Heizung, Lüftung und Klima) ein. Im Jahr 1975 übernimmt die WMH (heutige in Zürich börsenquotierte Walter Meier AG, Schwerzenbach) die Defensor AG, 1981 die Condair AG und ein Jahr später (1982) den kanadischen Hersteller für Dampf-Luftbefeuchter Nortec mit dessen Vertriebsnetz auf dem US-amerikanischen Markt. 1995 schließen sich die Defensor AG und die Condair AG unter dem Firmennamen Axair zusammen und decken so das gesamte Portfolio an Befeuchtungs-Technologien ab. Die Produktmarken Condair und Defensor blieben dabei unverändert erhalten. Mit der Draabe Industrietechnik GmbH akquiriert die WMH im Jahr 2001 eine endkundenorientierte Unternehmung mit einem Full-Service Geschäftsmodell. Von 2011 bis 2014 erfolgten weitere Akquisitionen in Dänemark (ML-System), England (JS Humidifiers), den Niederlanden und Belgien (Geveke Technology Solutions). 2014 werden alle von der Walter Meier AG gehaltenen Befeuchtungsfirmen in die Condair Group überführt. Aus der ehemaligen, börsennotierten Holding mit unabhängigen Kleinfirmen wird ein privates Unternehmen mit zentralem Sitz in der Schweiz.

## Produkte
Nach dem Zweiten Weltkrieg begann die Condair Group, unter dem damaligen Namen Defensor, mit der Entwicklung und Fertigung eines Rotationszerstäubers für die Desinfektion von Viehställen (Bekämpfung der Maul- und Klauenseuche).
Heute bietet die Condair Group Dampfluftbefeuchter, Dampf-Verteilsysteme, Hybrid-Luftbefeuchter, adiabate Luftbefeuchter, Verdunstungskühler, Mess- und Regeltechnik sowie Produkte zur Wasseraufbereitung an.
Condair entwickelte im Jahr 1997 den ersten Hybrid-Luftbefeuchter (vermarktet als Condair Dual), bei dem zwei adiabate Befeuchtungsmethoden parallel zum Einsatz kommen. Im Jahr 2000 entwickelte Condair den ersten Dampf-Luftbefeuchter (vermarktet als Condair Mk5), der durch ein patentiertes Kalkmanagement das physikalische Problem der Verkalkung von Dampfzylindern verhindert.